# Kellogg's Nutri-Grain Ironman Series
Le championnat des Kellogg's Nutri-Grain Ironman et Ironwoman est une série de courses professionnelles IronMan et IronWoman, discipline phare du sauvetage sportif. 
Cette épreuve est une discipline combiné, les athlètes enchaînent des courses en paddleboard, nage et en kayak de mer, ici appelé surf ski. Le tout entrecoupé par des transitions courses sur le sable.
Au fil des ans, la série s'est déroulée sur différents sites, notamment : 
- Smiths Beach, dans la région de Margaret River, dans le sud-ouest de l'Australie occidentale ;
- Newcastle Beach à Newcastle, Nouvelle-Galles du Sud ;
- Plage de North Cronulla à Cronulla, Nouvelle-Galles du Sud ;
- Coolum Beach sur la Sunshine Coast du Queensland ; et
- Surfers Paradise sur la Gold Coast du Queensland .

Les champions de la série actuelle de 2018/19 sont Alistair (Ali) Day de Surfers Paradise et Georgia Miller de Northcliffe.

## Histoire
Ironman Racing professionnel est né du film The Coolangatta Gold qui mettait en vedette plusieurs champions australiens d'ironman comme Grant Kenny ou Guy Leech. Ce film a créé une passion pour le sauvetage sportif, et a poussé la fédération Surf Life Saving Australia à créer le Kellogg's Nutri-Grain Grand Prix en 1986. L'objectif de la série était de générer une vitrine pour le sport, les athlètes et la fédération de sauvetage de surf.
Au fil des ans, la série Nutri-Grain Ironman de Kellogg a évolué, notamment en proposant de nouveaux formats de course comme le M shape. La compétition a aussi un côté spectaculaire du fait de son milieu : l'océan, qui pousse les athlètes à s'adapter constamment lors des courses.
Depuis près de 30 ans, Kellogg's s'est associé à Surf Life Saving Australia pour offrir cet événement sportif qui a non seulement permis de mettre en avant les meilleurs sauveteurs d'Australie, mais a également contribué à augmenter la visibilité des clubs australiens. Les séries Nutri-Grain Ironman et Ironwoman de Kelloggs sont devenues les compétitions de sauvetage d'élite par excellence et l'un des événements les plus emblématiques.

## Formats
Les séries Ironman et Ironwoman de Nutri-Grain sont disputées sur différents formats de course permettent de donner à chacun les mêmes chances de victoire :  

### Boucle
Course continue sur un parcours Ironman classique : natation, planche, ski. Chaque «boucle» consiste en un tour de chaque discipline. Une course peut comprendre trois boucles pour les hommes et deux boucles pour les femmes, selon les conditions et le parcours. L'ordre des disciplines dans la course est toujours tiré au sort.

### Élimination
Format fait de trois courses, à la fin de chaque course les cinq derniers sont éliminés et ne participent pas à la prochaine course. Ainsi il y a 16 participants à la première course puis 11 à la seconde et enfin 6 à la dernière.

### M-Shape
Cette fois-ci la course ne reprend pas la forme classique d'un iron. Les concurrents ont pour chaque discipline 3 marqueurs à passer. Un premier dans l'eau, un second sur sable et enfin un troisième dans l'eau, pour ensuite retourner sur le sable et commencer la discipline suivante. Ce format donne lieu à une course plus longue et difficile, les concurrents devant faire 2 entrées d'eau et 2 sorties d'eau par épreuve au lieu d'une. Une course peut comprendre trois boucles pour les hommes et deux pour les femmes, selon les conditions et le parcours.

### Triple sprint poursuite
Le format commence par deux courses classiques d'ironman. Les  points combinés de ces deux courses servent à déterminer les positions de départ dans la troisième course. Cette dernière étant une course avec handicap. Le résultat de la troisième course détermine le classement de la manche. Le format est introduit pour la première fois dans la première manche de la série 2015/16 à Coolum Beach.

## Points
Depuis la série 2011/12, des points sont attribués à chaque compétiteur en fonction de leur classement :  
|     | 2011/12 | 2012/13 | 2013/14 | 2014/15 | 2015/16 | 2017 | 2017/18 | 2018/19 | 2019/20 |
| 1er | 20      |         | 20      | 20      | 23      | 100  | 100     | 100     | 20      |
| 2e  | 17      |         | 17      | 17      | 20      | 98   | 88      | 88      | 19      |
| 3e  | 15      |         | 15      | 15      | 18      | 96   | 78      | 78      | 18      |
| 4e  | 13      |         | 13      | 13      | 16      | 94   | 70      | 70      | 17      |
| 5e  | 12      |         | 12      | 12      | 15      | 92   | 64      | 64      | 16      |
| 6e  | 11      |         | 11      | 11      | 14      | 90   | 60      | 60      | 15      |
| 7e  | 10      |         | 10      | 10      | 13      | 88   | 57      | 57      | 14      |
| 8e  | 9       |         | 9       | 9       | 12      | 86   | 55      | 55      | 13      |
| 9e  | 8       |         | 8       | 8       | 11      | 84   | 54      | 53      | 12      |
| 10e | 7       |         | 7       | 7       | 10      | 82   | 53      | 51      | 11      |
| 11e | 6       |         | 6       | 6       | 9       | 81   | 52      | 49      | 10      |
| 12e | 5       |         | 5       | 5       | 8       | 80   | 51      | 47      | 9       |
| 13e | 4       |         | 4       | 4       | 7       | 79   | 50      | 45      | 8       |
| 14e | 3       |         | 3       | 3       | 6       | 78   | 49      | 43      | 7       |
| 15e | 2       |         | 2       | 2       | 5       | 77   | 48      | 41      | 6       |
| 16e | 1       |         | 1       | -       | 4       | 76   | 47      | 39      | 5       |
| 17e | -       |         | -       | -       | 3       | 75   | 46      | 37      | 4       |
| 18e | -       | -       | -       | -       | 2       | 74   | 45      | 35      | 3       |
| 19e | -       | -       | -       | -       | -       | 73   | 44      | 33      | 2       |
| 20e | -       | -       | -       | -       | -       | 72   | 43      | 31      | 1       |

## Résultats de la série féminine (cinq première)
| Saison  | Compétiteurs | Vainqueur                   | Deuxième         | Troisième         | Quatrième                           | Cinquième        |
| ------- | ------------ | --------------------------- | ---------------- | ----------------- | ----------------------------------- | ---------------- |
| 1990/91 |              | Samantha O'Brien            |                  |                   |                                     |                  |
| 1991/92 |              | Karla Gilbert               |                  |                   |                                     |                  |
| 1992/93 |              |                             |                  |                   |                                     |                  |
| 1993/94 |              |                             |                  |                   |                                     |                  |
| 1994/95 |              |                             |                  |                   |                                     |                  |
| 1995/96 |              |                             |                  |                   |                                     |                  |
| 1996/97 |              | Stacey Gartrell             |                  |                   |                                     |                  |
| 1997/98 | Nil          | Not Conducted               |                  |                   |                                     |                  |
| 1998/99 |              | Denby Stokes                |                  |                   |                                     |                  |
| 1999/00 |              | Denby Stokes/Kristy Munroe  |                  |                   |                                     |                  |
| 2000/01 |              | Karla Gilbert               |                  |                   |                                     |                  |
| 2001/02 |              | Karla Gilbert               |                  |                   |                                     |                  |
| 2002/03 |              | Karla Gilbert               | Penny Turner     | Kristyl Smith     |                                     |                  |
| 2003/04 |              | Kristy Cameron              | Kristyl Smith    |                   |                                     |                  |
| 2004/05 |              | Kristy Cameron              | Kristyl Smith    | Chelsea Mackenzie |                                     |                  |
| 2005/06 |              | Kristy Cameron              | Kristy Munroe    | Emma Wynne        |                                     |                  |
| 2006/07 |              | Kristy Harris (née Cameron) | Liz Pluimers     | Kristyl Smith     |                                     |                  |
| 2007/08 |              | Liz Pluimers                |                  |                   |                                     |                  |
| 2008/09 |              | Naomi Flood                 | Kristyl Smith    | Liz Pluimers      |                                     |                  |
| 2009/10 | 23           | Alicia Marriott             | Liz Pluimers     | Naomi Flood       | Kristyl Smith, Hayley Bateup (tied) |                  |
| 2010/11 | 21           | Courtney Hancock            | Liz Pluimers     | Alicia Marriot    | Kristyl Smith                       | Gemma Newbiggin  |
| 2011/12 | 21           | Liz Pluimers                | Kristyl Smith    | Courtney Hancock  | Jordan Mercer                       | Brodie Moir      |
| 2012/13 | 17           | Courtney Hancock            | Naomi Flood      | Brodie Moir       | Jordan Mercer                       | Rebecca Creedy   |
| 2013/14 | 16           | Courtney Hancock            | Liz Pluimers     | Kristyl Smith     | Maddy Dunn                          | Rebecca Creedy   |
| 2014/15 | 15           | Liz Pluimers                | Rebecca Creedy   | Harriett Brown    | Courtney Hancock                    | Jordan Mercer    |
| 2015/16 | 18           | Jordan Mercer               | Kirsty Higgison  | Brodie Moir       | Georgia Miller                      | Maddy Dunn       |
| 2017    | 20           | Harriet Brown               | Courtney Hancock | Karlee Nurthen    | Maddy Dunn                          | Georgia Miller   |
| 2017/18 | 20           | Brielle Cooper              | Harriet Brown    | Georgia Miller    | Lana Rogers                         | Courtney Hancock |
| 2018/19 | 20           | Georgia Miller              | Maddy Dunn       | Lana Rogers       | Kirsty Higgison                     | Brielle Cooper   |
| 2019/20 | 20           |                             |                  |                   |                                     |                  |

Dans la série 2010/11, Pluimers a remporté quatre des cinq manches, mais sa 17e place lors de la 4e manche l'a fait terminer à la seconde place, six points derrière la gagnante Courtney Hancock. La première européenne a participé à la compétition est Flora Manciet en 2007.

## Résultats de la série masculine (cinq premiers)
| Saison  | Compétiteurs | Vainqueur          | Deuxième           | Troisième          | Quatrième          | Cinquième                       |
| ------- | ------------ | ------------------ | ------------------ | ------------------ | ------------------ | ------------------------------- |
| 1986/87 |              | Darren Mercer      |                    |                    |                    |                                 |
| 1987/88 |              | Darren Mercer      |                    |                    |                    |                                 |
| 1988/89 |              | Darren Mercer      |                    |                    |                    |                                 |
| 1989/90 |              | Trevor Hendy       |                    |                    |                    |                                 |
| 1990/91 |              | Darren Mercer      |                    |                    |                    |                                 |
| 1991/92 |              | Darren Mercer      |                    |                    |                    |                                 |
| 1992/93 |              | Darren Mercer      |                    |                    |                    |                                 |
| 1993/94 |              | Darren Mercer      |                    |                    |                    |                                 |
| 1994/95 |              | Dean Mercer        |                    |                    |                    |                                 |
| 1995/96 |              | Dean Mercer        |                    |                    |                    |                                 |
| 1996/97 |              | Dean Mercer        |                    |                    |                    |                                 |
| 1997/98 | Nil          | Not conducted      |                    |                    |                    |                                 |
| 1998/99 |              | Dean Mercer        |                    |                    |                    |                                 |
| 1999/00 |              | Zane Holmes        |                    |                    |                    |                                 |
| 2000/01 |              | Zane Holmes        |                    |                    |                    |                                 |
| 2001/02 |              | Ky Hurst           |                    |                    |                    |                                 |
| 2002/03 |              | Shannon Eckstein   | Dean Mercer        | Steve Meredith     |                    |                                 |
| 2003/04 |              | Zane Holmes        |                    |                    |                    |                                 |
| 2004/05 |              | Zane Holmes        |                    | Shannon Eckstein   |                    |                                 |
| 2005/06 |              | Shannon Eckstein   | Pierce Leonard     | Zane Holmes        |                    |                                 |
| 2006/07 |              | Shannon Eckstein   | Zane Holmes        | Wes Berg           |                    |                                 |
| 2007/08 |              | Zane Holmes        |                    |                    |                    |                                 |
| 2008/09 |              | Shannon Eckstein   | Zane Holmes        | Matt Poole         |                    |                                 |
| 2009/10 | 25           | Shannon Eckstein   | Hugh Dougherty     | Ky Hurst           | Rhys Drury         | Corey Jones                     |
| 2010/11 | 21           | Shannon Eckstein   | Matt Poole         | Zane Holmes        | Caine Eckstein     | Hugh Dougherty, Wes Berg (tied) |
| 2011/12 | 21           | Caine Eckstein     | Alastair (Ali) Day | Shannon Eckstein   | Ky Hurst           | Zane Holmes                     |
| 2012/13 | 17           | Shannon Eckstein   | Kendrick Louis     | Alastair (Ali) Day | Matt Poole         | Ky Hurst                        |
| 2013/14 | 16           | Shannon Eckstein   | Ky Hurst           | Kendrick Louis     | Matt Poole         | Caine Eckstein                  |
| 2014/15 | 15           | Alastair (Ali) Day | Shannon Eckstein   | Matt Poole         | Ky Hurst           | Kendrick Louis                  |
| 2015/16 | 18           | Shannon Eckstein   | Alastair (Ali) Day | Matt Bevilacqua    | Matt Poole         | Luke Cuff                       |
| 2017    | 20           | Matt Poole         | Shannon Eckstein   | Kendrick Louis     | Alastair (Ali) Day | Luke Cuff                       |
| 2017/18 | 20           | Matt Bevilacqua    | Alastair (Ali) Day | James Lacy         | Max Brooks         | Shannon Eckstein                |
| 2018/19 | 20           | Alastair (Ali) Day | Kendrick Louis     | Matt Poole         | Ben Carberry       | Cory Taylor                     |
| 2019/20 | 20           |                    |                    |                    |                    |                                 |